# Китайский университет Гонконга
Китайский университет Гонконга (кит. 香港中文大學, англ. The Chinese University of Hong Kong, CUHK) — государственный университет в Гонконге,
в Ша Тин, Новые Территории, Гонконг.
Основанный в 1963 году как федерация трех колледжей  — Chung Chi College, New Asia College и United College, он является вторым старейшим университетом Гонконга.

## Описание

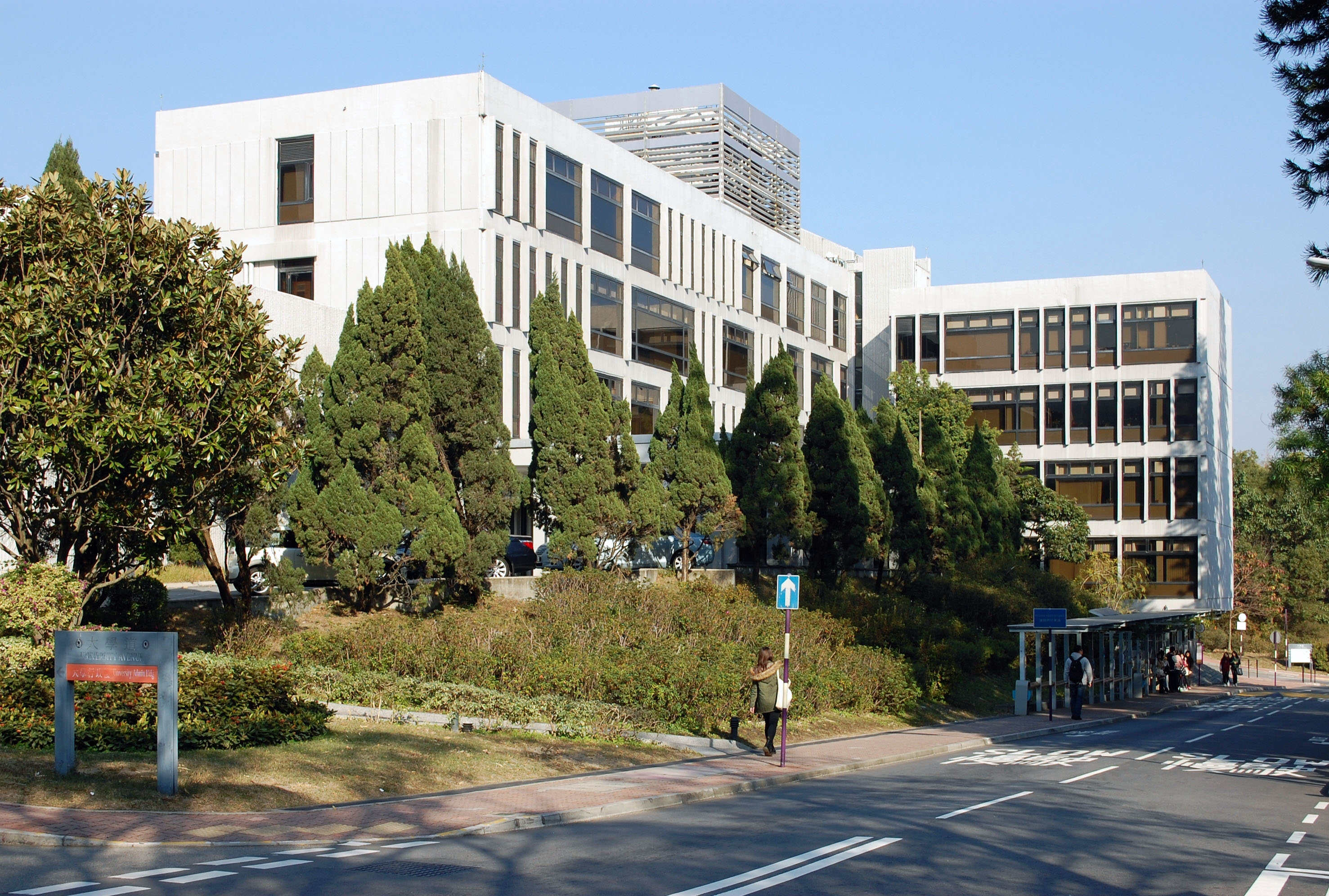
Здание администрации университета

Университет состоит из девяти колледжей и восьми академических факультетов и остается единственным университетом-колледжем в Гонконге. Университет работает как на английском, так и на китайском языках.
Девиз университета «博文約禮», что в переводе с китайского означает «расширить интеллектуальный горизонт и держаться в рамках благопристойности». 
Преподавание в университете осуществляется на китайском и английском. Согласно QS рейтингу лучших университетов мира, в 2025 году университет занимает 32-ю позицию в мире, 7-ю позицию в Азии и 2-ю — в Гонконге..

## История

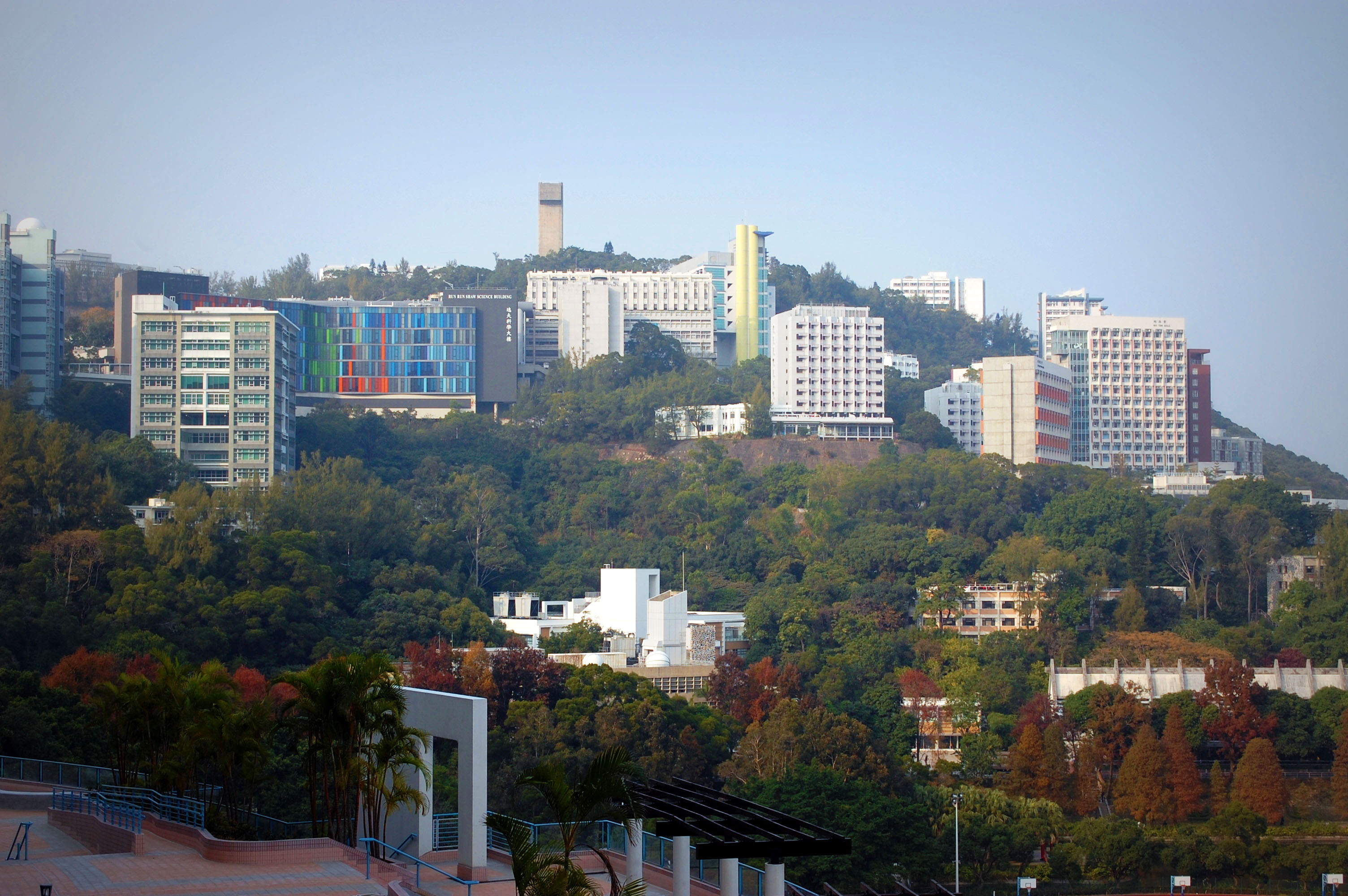
Вид из колледжа Чунг Чи на колледж Новой Азии на вершине горы

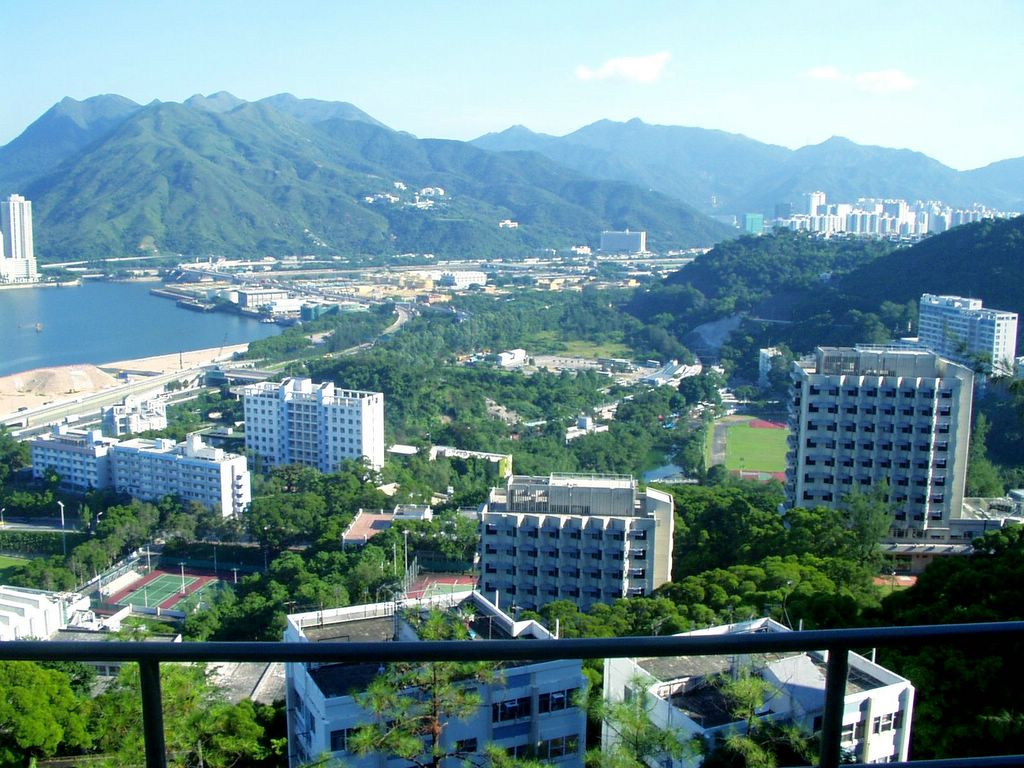
Вид на кампус в Ма Лю Шуй

Университет был образован в 1963 году как федерация трех существующих колледжей. Первый из них, New Asia College , был основан в 1949 году антикоммунистическими конфуцианскими учеными из материкового Китая во время китайской коммунистической революции. Среди основателей были Чьен Му , Тан Цзюньи и Чан Пи-кай. Учебная программа колледжа была сосредоточена, в частности, на китайском наследии и социальных проблемах. Первые годы этой школы были бурными, кампус несколько раз переезжал из одного арендованного помещения в другое вокруг Коулуна. Преподаватели часто сами покидали материк и испытывали финансовые трудности, студенты иногда спали на крышах, а преподаватели отказывались от зарплаты, чтобы содержать колледж. Средства постепенно собирались, и школа переехала в новый кампус в Кау Пуй Лунг, построенный при поддержке Фонда Форда, в 1956 году.

## Репутация и рейтинги
CUHK неизменно входит в число двух лучших университетов Гонконга по версии различных университетских рейтингов, вторым из которых является Университет Гонконга.
Шаблон:Infobox university rankings

### Общий рейтинг
CUHK занял 47-е место в мире в рейтинге QS WUR 2024, 53-е место в мире в рейтинге THE WUR 2024 и 53-е место в мире в рейтинге US News & Report 2022–2023, а также 101–150-е место в мире в рейтинге ARWU 2021. CUHK стал ведущим учебным заведением Гонконга в рейтинге ARWU , который составляется на основе наград и результатов исследований, включая рейтинговые таблицы за 2006, 2010, 2011 и 2013 годы. Опрос Программы общественного мнения HKU (2012) дал ему 2-е место. Ассоциация выпускников Китая поместила его в число «6-звездочных университетов Большого Китая » (высший уровень). Занял четвертое место в рейтинге ассоциаций 2014 года среди учреждений с самыми лучшими дисциплинами в Гонконге, Макао и Тайване.
По данным ARTU 2023, CUHK занял 65-е место в мире по совокупной производительности по THE, QS и ARWU.

### Рейтинги по предметам/областям
Помимо общих рейтингов, доступен список предметных рейтингов высших учебных заведений Гонконга, чтобы показать силу его отдельных дисциплин, оцененных вышеуказанными организациями. Бизнес-школа CUHK заняла 17-е место в рейтинге EMBA Financial Times, а ее программа MBA заняла 27-е место в мире в рейтинге Global MBA (2013) и 94-е место в рейтинге Economist's 2012. 
В 2014 году CUHK получил восемь наград за выдающиеся научные исследования в области высшего образования (наука и технологии) от Министерства образования материкового Китая , включая две награды первой степени и пять наград второй степени в области естественных наук, что сделало его учебным заведением, получившим наибольшее количество наград среди высших учебных заведений Гонконга.
Несмотря на короткую историю в 43 года по состоянию на 2024 год, медицинская школа CUHK заняла 49-е место в мире в 2014 году, 47-е место в 2016 году и 28-е место в 2024 году в рейтинге QS. Она создала множество специализированных исследовательских центров и приветствовала постоянные исследовательские инновации своего преподавательского состава. Учебная программа медицинской школы также уделяет большое внимание биоэтике и гуманности в медицине и разработала этот учебный курс в сотрудничестве с Колумбийским университетом. Некоммерческая частная учебная больница университета , Медицинский центр CUHK , открылась в 2021 году. 

## Учебная среда

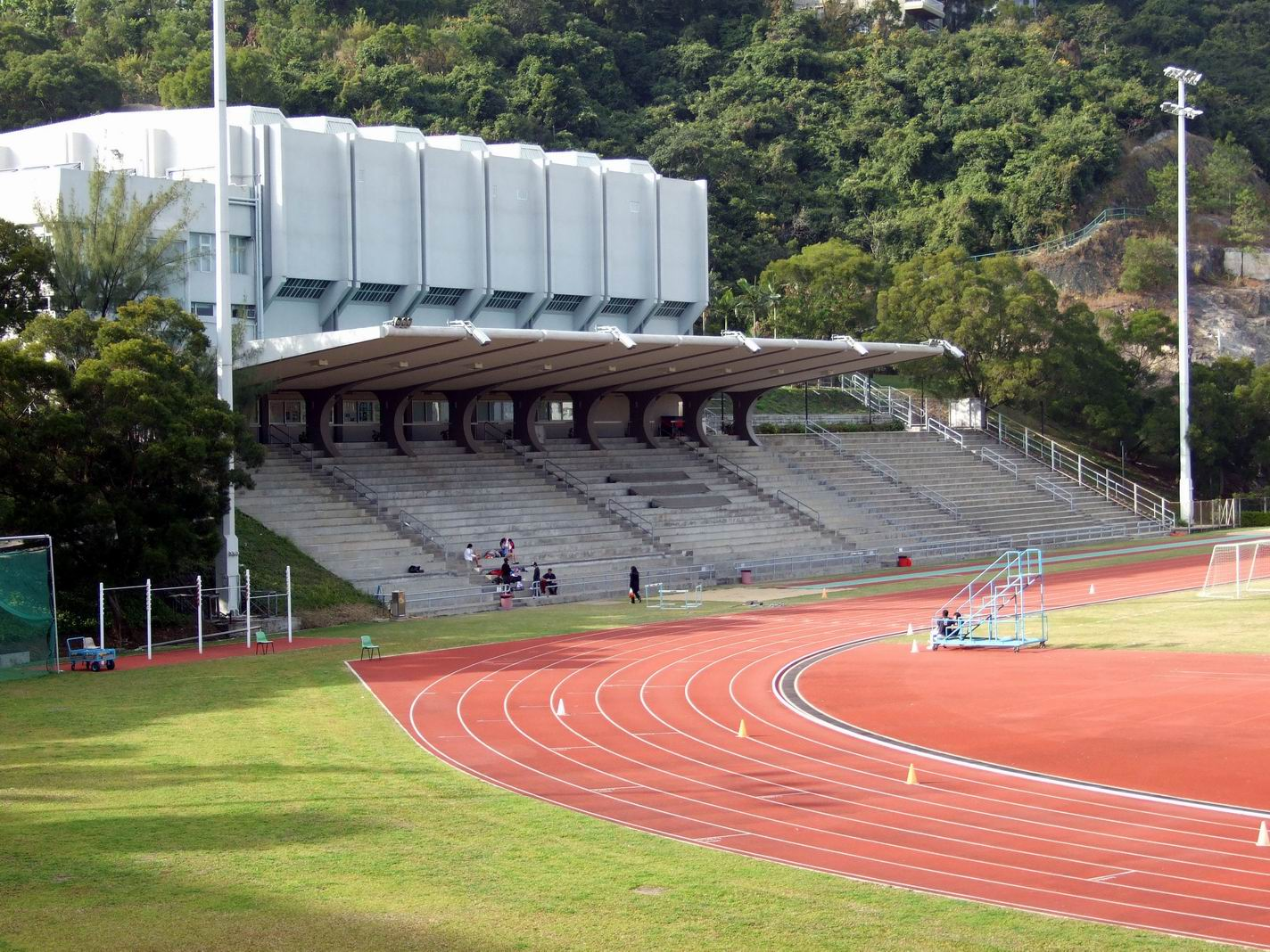
Спортивная площадка сэра Филипа Хэддон-Кейва

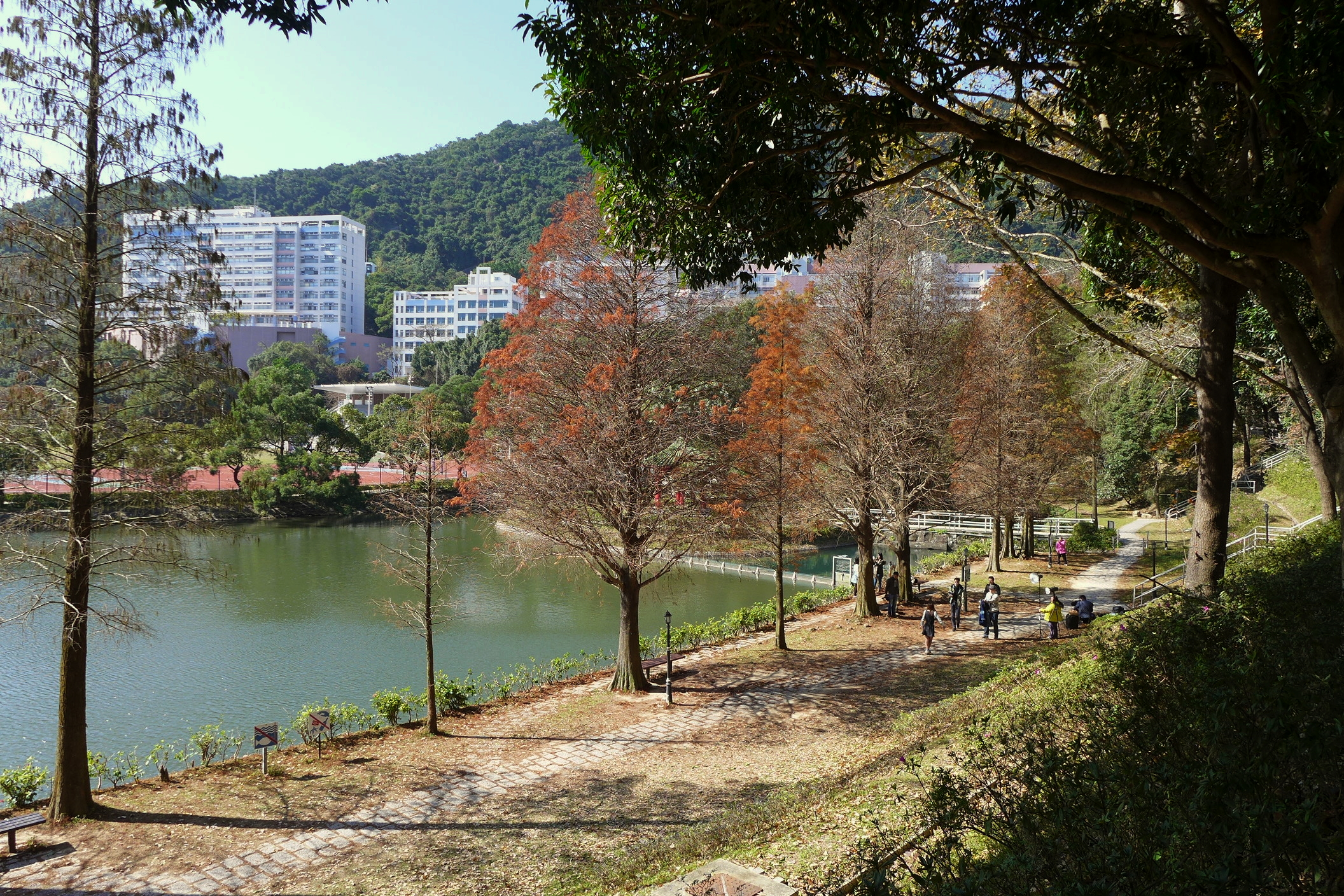
Озеро Ad Excellentiam (Ад Эксцелетиам)

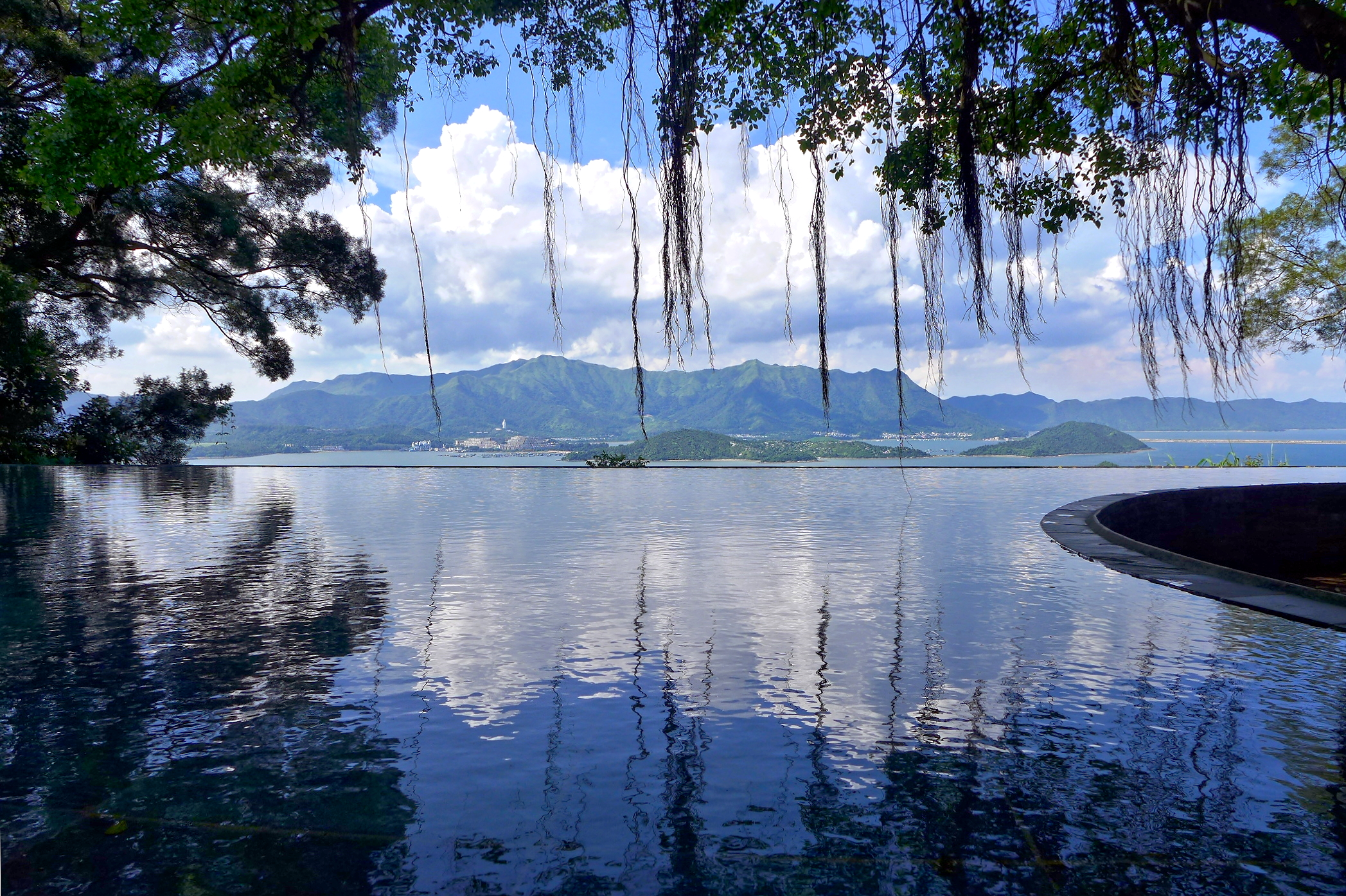
Павильон Гармонии, расположенный в колледже New Asia, является достопримечательностью CUHK.
CUHK обладает самым большим и зеленым кампусом среди всех высших учебных заведений Гонконга. Холмистый кампус площадью 138,4 гектара (342 акра) вмещает такие объекты, как библиотеки, художественные музеи, музыкальные залы, бассейн, спортивные площадки, теннисные корты, корты для сквоша, центр водных видов спорта и спортзалы. Многие точки (например, Павильон Гармонии ) вокруг кампуса предлагают привлекательные виды на бухту Тайд-Коув и гавань Толо .
В университете есть две полноразмерные спортивные площадки с беговыми дорожками: Sir Philip Haddon-Cave Sports Field и Lingnan Stadium. Олимпийский бассейн в Benjamin Franklin Centre был достроен в 1973 году; его церемония открытия состоялась в октябре 1974 года и была организована Чарльзом Т. Кроссом. Университетский центр водных видов спорта на берегу Tide Cove предлагает удобства и прокат оборудования для парусного спорта, гребли и виндсерфинга.
Большая часть кампуса CUHK расположена в районе Сатхинь (Ша-Тин), хотя небольшая его часть находится в районе Тай По.

### Факультеты
- Факультет искусств (Faculty of Arts)
- Факультет делового администрирования (Faculty of Business Administration)
- Факультет образования (Faculty of Education)
- Факультет инженерии (Faculty of Engineering)
- Юридический факультет (Faculty of Law)
- Медицинский факультет (Faculty of Medicine)
- Факультет естественных наук (Faculty of Science)
- Факультет социальных наук (Faculty of Social Science)

### Колледжи
- Колледж Чунг Чи - Chung Chi College
- Колледж Новой Азии - New Asia College
- Объединенный колледж - United College
- Колледж Шоу - Shaw College
- Колледж Морнингсайд - Morningside College
- Колледж Ш Хо - S.H. Ho College
- Колледж CW Chu - CW Chu College
- Колледж У Йи Сан - Wu Yee Sun College
- Колледж Ли Ву Синга - Lee Woo Sing College

## Структура университета
Как университет-колледж , университет состоит из девяти колледжей, которые различаются по характеру и истории, каждый из которых сохраняет значительную автономию в институциональных вопросах: колледж Чунг Чи, колледж Новая Азия, колледж Объединенный, колледж Шоу, колледж Морнингсайд, колледж Ш Хо, колледж Ли Ву Синг, колледж Ву Йи Сан и колледж ЧВ Чу. Все студенты бакалавриата связаны с одним из них.

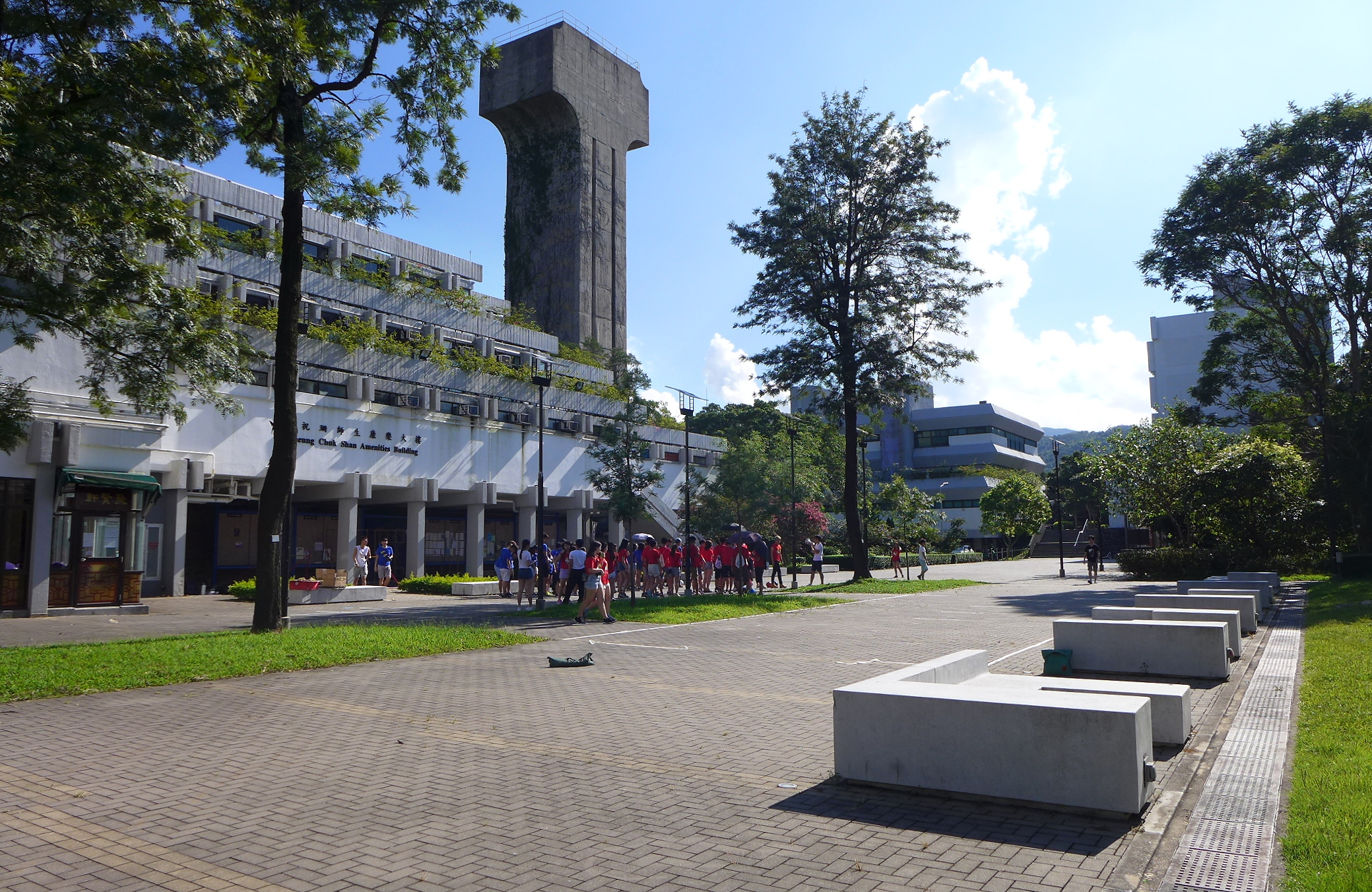
United College (вверху) и студенческий центр Chung Chi Tong (внизу).

Колледжи спроектированы как сообщества с собственными общежитиями, столовыми и другими удобствами. Студенты получают менторскую заботу и целостное образование , включая формальное и неформальное общее образование посредством тесного взаимодействия с учителями и сверстниками, а в некоторых колледжах — собраниями и проектами выпускного года. Колледжи поощряют внеклассные социальные и спортивные мероприятия с целью создания товарищества среди студентов. Этот акцент на «обучении, ориентированном на студентов» — образовании как посредством формального обучения, так и посредством расширения прав и возможностей студентов — отличает CUHK от других университетов на этой территории. 
Когда в 1976 году структура университета была реорганизована, и автономия колледжей уменьшилась, Джон Фултон прояснил роль колледжей: «естественным домом для обучения, ориентированного на студентов, является колледж, который является ассоциацией старших и младших членов, объединившихся для достижения общих академических интересов и целей». Он писал, что колледжи помогают студентам достичь «чувства своей личной значимости и ответственности, и на этой основе обогащать общую жизнь».

## Филиал
В 2014 году в городе Шэньчжэнь провинции Гуандун на южном побережье материкового Китая недалеко от Гонконга, был официально основан Китайский университет Гонконга (Шэньчжэнь) (кит. 香港中文大学(深圳), англ. The Chinese University of Hong Kong (Shenzhen), CUHKSZ). По данным CUHK, его кампус в Ша Тин и CUHK–Shenzhen являются «одним брендом, двумя кампусами» и контролируются одним и тем же Сенатом. Выпускникам CUHK–Shenzhen присваиваются степени CUHK, такие же, как и выпускникам CUHK (но с указанием «Шэньчжэнь» в основном тексте), а также сертификат об окончании обучения, утвержденный Министерством образования и выданный CUHK–Shenzhen.

## Известные выпускники и преподаватели
По состоянию на 2024 год с университетом связаны четыре лауреата Нобелевской премии, а именно Янг Чжэньнин, Джеймс Миррлис, Роберт Александр Манделл и бывший вице-канцлер и президент университета сэр Чарльз К. Као . 
Среди других выдающихся преподавателей были математик Шинг-Тунг Яу , лауреат медали Филдса и премии Веблена , теоретик вычислений  Эндрю Яо, лауреат премии Тьюринга , и хирург Джеймс Уэр, который был ведущей фигурой в тогдашней зарождающейся области медицинского образования.
- Као, Чарльз
- Янг Чжэньнин
- Миррлис, Джеймс
- Манделл, Роберт
- Яу Шинтун
- Яо, Эндрю
- Чжань Юаньдин